# Гехінген
Гехінген (нім. Gechingen) — громада в Німеччині, знаходиться в землі Баден-Вюртемберг. Підпорядковується адміністративному округу Карлсруе. Входить до складу району Кальв.
Площа — 14,68 км2. Населення становить 3660 ос. (станом на 31 грудня 2020).